# Esther Esche
Esther Esche (* 13. März 1965 in Ost-Berlin) ist eine deutsche Schauspielerin.

## Leben

### Familie und Ausbildung
Esther Esche stammt aus einem künstlerischen Elternhaus. Ihr Vater war der Schauspieler und Rezitator Eberhard Esche, ihre Mutter ist die Schauspielerin Heidewig König. Sie wuchs ab ihrem dritten Lebensjahr bei ihrem „zweiten Vater“, dem Filmdokumentaristen Gerhard Scheumann, auf. Esche erhielt klassischen Ballettunterricht, außerdem trainierte sie sieben Jahre Pantomime bei Eberhard Kube am „Pantomimetheater Prenzlauer Berg“ sowie im Pantomime-Ensemble des Deutschen Theaters Berlin. Esche ist gelernte Kostümschneiderin und begann ihre Berufslaufbahn als Ankleiderin am Deutschen Theater Berlin. Von 1984 bis 1988 absolvierte sie ihre Schauspielausbildung an der Hochschule für Schauspielkunst „Ernst Busch“ Berlin in Berlin-Schöneweide.

### Theater
Ihr erstes Engagement erhielt sie nach Abschluss ihres Studiums an der Neuen Bühne Senftenberg,. wo sie von 1988 bis 1990 im Ensemble war und mit Daniel Anderson, Kai Festersen und Thomas Bischoff zusammenarbeitete. Anfang der 1990er Jahre kehrte Esche nach Berlin zurück und gastierte in der Folgezeit an verschiedenen Berliner Bühnen. Sie trat am Berliner Ensemble, an der Volksbühne Berlin, am Maxim-Gorki-Theater, am Deutschen Theater und am Hebbel-Theater auf. Esther Esche war auch in der freien Berliner Theaterszene tätig und gehörte zu den Gründungsmitgliedern des „Hackeschen Hoftheaters“.
Gastengagements und Stückverträge hatte sie am Thalia Theater (Halle), am Staatsschauspiel Dresden und am Staatstheater Schwerin. In der Spielzeit 1993/94 gastierte sie an der Landesbühne Rheinland-Pfalz in Neuwied als Kreusa in Franz Grillparzers Trauerspiel Medea. Zu ihren klassischen Bühnenrollen gehörten Luciana in Komödie der Irrungen, Helena in Ein Sommernachtstraum, Olivia und Viola in Was ihr wollt, Rosalind in Wie es euch gefällt, Gertrude in Hamlet und Lady Macbeth in Macbeth, weiters die Prinzessin Eboli in Don Karlos und die Marie in Woyzeck. Sie wirkte auf der Theaterbühne u. a. in Inszenierungen von Alexander Stillmark, Christine Harbort, Klaus-Rüdiger Mai, Siegfried Höchst, Astrid Griesbach, Matthias Wien und Wolfgang Rumpf mit. 
Seit 2009 tritt sie am Berliner Kriminal Theater auf, wo sie u. a. in William Mastrosimones Bühnenstück Bis zum Äußersten – Extremities eine Frau spielte, die nach einem Vergewaltigungsversuch zur Selbstjustiz greift. In der Spielzeit 2010/11 gastierte sie am Schauspiel Magdeburg als Claire Zachanassian in Der Besuch der alten Dame. 2011 spielte sie beim Sommertheater am Theater Meiningen die Buhlschaft im Jedermann (Inszenierung: Winfried Glatzeder).
Seit 2016 spielt sie beim Berliner Kriminal Theater die Autorin Anna Spiegel in dem Psychothriller Die Therapie von Sebastian Fitzek mit Thomas Gumpert als Partner. Seit 2025 ist sie am Berliner Kriminal Theater als Staatsanwältin Nelson in Ferdinand von Schirachs Gerichtsdrama Terror zu sehen.

### Film und Fernsehen
Seit Ende der 1990er Jahre ist Esther Esche in zahlreichen Film- und Fernsehrollen zu sehen. Anfangs häufig „auf frustrierte Ehefrauen oder leidende Mütter festgelegt“, kamen im Laufe ihrer späteren TV-Karriere hauptsächlich Rollen in verschiedenen Krimi-Formaten hinzu. Mittlerweile hat Esther Esche in über 80 Film- und Fernsehproduktionen mitgewirkt. Bekanntheit erlangte sie insbesondere durch ihre Rolle als „Fräulein Sonja Findeisen“, die patente und hilfsbereite Hausangestellte und Freundin des Ehepaars Klemperer, in der mehrteiligen Fernsehserie Klemperer – Ein Leben in Deutschland (1999).
2001 spielte Esche in dem Kurzfilm Die Andere, dem Abschlussfilm der Regisseurin Beryl Schennen (* 1972) an der Hochschule für Fernsehen und Film München, wofür sie 2003 den Darstellerpreis als „Beste Schauspielerin“ beim Europäischen Filmfest in Brest erhielt.
In dem Kinofilm Hundsköpfe (2002) verkörperte sie unter der Regie von Karsten Laske, neben Arnd Klawitter, Simon Werner und Axel Prahl, in der weiblichen Hauptrolle die Kindergärtnerin Sylvia, die einem Geheimnis ihres Mannes Christoph aus dessen Vergangenheit bei den Grenztruppen der DDR auf die Spur kommt. Für das Kino arbeitete sie u. a. auch mit Lenard F. Krawinkel, Bernd Michael Lade, Connie Walther und Christian Petzold zusammen.
In der Comedy-Serie Nicht von dieser Welt (2005) konnte sie in der Rolle der Martina Thiel, die gemeinsam mit ihrem Mann (Bernd Michael Lade) und ihrem Sohn einem Außerirdischen in ihrer Familie Unterschlupf gewährt, an der Seite von Jochen Busse als Partner auch „ihr komisches Talent“ zeigen. In der 12. Staffel der Krankenhausserie In aller Freundschaft (2010) hatte Esche eine Episodenhauptrolle als „Mauerblümchen“ und Gärtnerei-Angestellte Rosie Pesch, die seit 15 Jahren unglücklich in ihren Chef verliebt ist und nach einem Blitzschlag in die Sachsenklinik eingeliefert wird.
In der TV-Komödie Chuzpe – Klops braucht der Mensch! (2015) gehörte sie in der Nebenrolle der „Ulrike Krause“ zur Besetzung. In der 3. Staffel der TV-Serie In aller Freundschaft – Die jungen Ärzte (2017) war Esche in einer Episodenhauptrolle als attraktive, geschiedene Patientin Corinna Markoviak, die vom Klinikleiter Wolfgang Berger (Horst Günter Marx) in der Nacht zuvor einfach sitzengelassen wurde, zu sehen.
2018/19 spielte sie in der TV-Serie Jenny – echt gerecht an der Seite von Birte Hanusrichter, August Wittgenstein und Peter Benedict in einer durchgehenden Nebenrolle die Kanzleivorsteherin Susanne Stöger-Mendel. In der Katie-Fforde-Verfilmung Ein Haus am Meer (2020) war sie, an der Seite von Ulrike Folkerts, Götz Schubert und Hartmut Volle, als Nachbarin Sophie Birnbaum zu sehen.
In der 3. Staffel der ZDF-Krimiserie SOKO Potsdam (2021) spielte sie in mehreren Folgen die Mutter der Kriminalhauptkommissarin Sophie Pohlmann (Katrin Jaehne). In der 24. Staffel der TV-Serie In aller Freundschaft (2021) war sie in einer wiederkehrenden Rolle als Dr. Sylvia Jessel, die Chefin des Demenzbauernhofs, auf dem die ehemalige Leipziger Gesundheitsdezernentin Vera Baader (Claudia Wenzel) Aufnahme findet, zu sehen.
In der 10. Staffel der TV-Serie In aller Freundschaft – Die jungen Ärzte (2024) übernahm sie erneut eine Episodenhauptrolle als Chefin des Klinikkonsortiums, die ihren jährlichen Gesundheitscheck am Johannes-Thal-Klinikum durchführen lassen will.
Esther Esche arbeitet(e) auch als Dozentin für Schauspiel, u. a. an der Filmuniversität Babelsberg Konrad Wolf und am Europäischen Theaterinstitut e.V. / Schauspielschule Berlin.

### Privates
Esther Esche ist Mutter eines mittlerweile erwachsenen Sohnes. Sie lebt mit ihrem Mann Sebastian in Berlin.

## Filmografie
- 1990: König Phantasios (Fernsehfilm)
- 1997: Not a Love Song
- 1997: Rosa Roth: Die Stimme (Fernsehreihe)
- 1999: Rosa Roth: Wintersaat (Fernsehreihe)
- 1999: Klemperer – Ein Leben in Deutschland (Fernsehserie, 9 Folgen)
- 2000: Dr. Sommerfeld – Neues vom Bülowbogen (Fernsehserie, Folge: Im Teufelskreis)
- 2000: Sumo Bruno
- 2001: Null Uhr 12
- 2001: Sommer und Bolten: Gute Ärzte, keine Engel (Fernsehserie, 3 Folgen)
- 2001: Die Andere (Kurzfilm)
- 2001: Der Vamp im Schlafrock (Fernsehfilm)
- 2002: Hundsköpfe
- 2004: Delphinsommer (Fernsehfilm)
- 2004: SOKO Wismar (Fernsehserie, Folge: Katz und Maus)
- 2005: Bella Block: Die Frau des Teppichlegers (Fernsehreihe)
- 2005: Nicht von dieser Welt (Fernsehserie, 8 Folgen)
- 2006: Die Frau des Heimkehrers (Fernsehfilm)
- 2006: Der Tote am Strand (Fernsehfilm)
- 2007: Alarm für Cobra 11 – Die Autobahnpolizei (Fernsehserie, Folge: Familiensache)
- 2007: Notruf Hafenkante (Fernsehserie, Folge: Das schwarze Kleid)
- 2007: Tatort: Roter Tod (Fernsehreihe)
- 2007: Tatort: Macht der Angst (Fernsehreihe)
- 2007: Der Dicke (Fernsehserie, Folge: Angstpartie)
- 2007: Deadline – Jede Sekunde zählt (Fernsehserie, Folge: Nacht ohne Morgen)
- 2008: Freundschaften und andere Neurosen (Fernsehfilm)
- 2010: In aller Freundschaft (Fernsehserie, Folge: Vom Blitz getroffen)
- 2011: Notruf Hafenkante (Fernsehserie, Folge: Alles Lüge)
- 2012: Tatort: Todesbilder (Fernsehreihe)
- 2012: SOKO Stuttgart (Fernsehserie, Folge: Blutige Diamanten)
- 2012: Neues aus Büttenwarder (Fernsehserie, Folge: Survival)
- 2013: Heiter bis tödlich: Hauptstadtrevier (Fernsehserie, Folge: Falschgeld)
- 2013: Ein Fall für zwei (Fernsehserie, Folge: Unterm Lindenbaum)
- 2013: Der Lehrer (Fernsehserie, Folge: Wird das jetzt, ein Date?)
- 2013: Christine. Perfekt war gestern! (Fernsehserie, Folge: Schöne Scheidung)
- 2014: SOKO Köln (Fernsehserie, Folge: Opa ist tot)
- 2014: Notruf Hafenkante (Fernsehserie, Folge: Betrogen)
- 2015: SOKO Wismar (Fernsehserie, Folge: Der Störenfried)
- 2015: Chuzpe – Klops braucht der Mensch! (Fernsehfilm)
- 2015: Die Wallensteins – Dresdner Dämonen (Fernsehreihe)
- 2017: In aller Freundschaft – Die jungen Ärzte (Fernsehserie, Folge: Herzensdinge)
- 2018: Ella Schön: Die Inselbegabung (Fernsehreihe)
- 2018: SOKO Hamburg (Fernsehserie, Folge: Tod in der Schleuse)
- 2018: Notruf Hafenkante (Fernsehserie, Folge: Schwiegermuttermonster)
- 2018–2019: Jenny – echt gerecht (Fernsehserie, 17 Folgen)
- 2018: Morden im Norden (Fernsehserie, Folge: Über den Tod hinaus)
- 2018: SOKO Köln (Fernsehserie, Folge: Eine wunderbare Familie)
- 2019: Zeit der Geheimnisse (Miniserie, 2 Folgen)
- 2020: Katie Fforde: Ein Haus am Meer (Fernsehreihe)
- 2020: Letzte Spur Berlin (Fernsehserie, 2 Folgen)
- 2021: SOKO Potsdam (Fernsehserie, 5 Folgen)
- 2021: In aller Freundschaft (Fernsehserie, 5 Folgen)
- 2022: SOKO Stuttgart (Fernsehserie, Folge: Unter Strom)
- 2022: Jenseits der Spree (Fernsehserie, Folge: Wertstoff)
- 2023: Der Staatsanwalt (Fernsehserie, Folge: Im Totenforst)
- 2023: Roter Himmel
- 2024: Die Kanzlei (Fernsehserie, Folge: Leichte Beute)
- 2024: In aller Freundschaft – Die jungen Ärzte (Fernsehserie, Folge: Offenbarung)
- 2024: WaPo Elbe (Fernsehserie, Folge: Was du nicht siehst)
- 2025: SOKO Köln (Fernsehserie, Folge: Moneten erbeten)